# Women, Fire, and Dangerous Things
Women, Fire, and Dangerous Things é uma obra teórica de George Lakoff publicada em 1987. O livro, distribuído pela primeira vez pela University of Chicago Press, apresenta um modelo de cognição argumentado com base na semântica. Ele enfatiza a centralidade da metáfora, definida como o mapeamento de estruturas cognitivas de um domínio para outro, no processo cognitivo. Women, Fire, and Dangerous Things explora os efeitos das metáforas cognitivas, tanto culturalmente específicas quanto universais, na gramática de várias línguas naturais, e a evidência das limitações do conceito filosófico lógico-positivista clássico ou anglo-estadunidense da categoria usualmente utilizada para explicar ou descrever o método científico.
O título do livro foi inspirado no sistema de classes de substantivos da língua dyirbal, em que a categoria "feminino" inclui substantivos para mulheres, água, fogo, violência e certos animais.